# Марія Преволаракі
Марія Преволаракі (грец. Μαρια Πρεβολαρακη; нар. 21 грудня 1991, Афіни, Греція) — грецька борчиня вільного стилю, триразова бронзова призерка чемпіонатів світу, чотириразова срібна та чотириразова бронзова призерка чемпіонатів Європи, володарка Кубку світу, чемпіонка Середземноморського чемпіонату, триразова чемпіонка Середземноморських ігор, учасниця чотирьох Олімпійських ігор. Чемпіонка світу 2014 року з пляжної боротьби.

## Життєпис
Боротьбою почала займатися з 2007 року. У 2007 році стала чемпіонкою Європи серед кадетів. У 2011 році завоювала бронзову медаль чемпіонату світу серед юніорів і стала чемпіонкою Європи серед юніорів.
Виступає за борцівський клуб «Етніко» Афіни. Тренер — Аргоудев Панагіотіс.

## Спортивні результати на міжнародних змаганнях

### Виступи на Олімпіадах
| Змагання                    | Збірна | Вагова категорія          | Місце |
| --------------------------- | ------ | ------------------------- | ----- |
| Літні Олімпійські ігри 2012 | Греція | жіноча боротьба, до 55 кг | 15    |
| Літні Олімпійські ігри 2016 | Греція | жіноча боротьба, до 53 кг | 10    |
| Літні Олімпійські ігри 2020 | Греція | жіноча боротьба, до 53 кг | 11    |
| Літні Олімпійські ігри 2024 | Греція | жіноча боротьба, до 53 кг | 10    |

### Виступи на Чемпіонатах світу
| Змагання                                | Збірна | Вагова категорія          | Місце  |
| --------------------------------------- | ------ | ------------------------- | ------ |
| Чемпіонат світу з боротьби 2011         | Греція | жіноча боротьба, до 55 кг | 26     |
| Чемпіонат світу з боротьби 2012         | Греція | жіноча боротьба, до 55 кг | Бронза |
| Чемпіонат світу з боротьби 2013         | Греція | жіноча боротьба, до 55 кг | 9      |
| Чемпіонат світу з пляжної боротьби 2014 | Греція | до 60 кг (жінки)          | Золото |
| Чемпіонат світу з боротьби 2014         | Греція | жіноча боротьба, до 53 кг | 16     |
| Чемпіонат світу з боротьби 2015         | Греція | жіноча боротьба, до 53 кг | 32     |
| Чемпіонат світу з боротьби 2017         | Греція | жіноча боротьба, до 53 кг | Бронза |
| Чемпіонат світу з боротьби 2018         | Греція | жіноча боротьба, до 53 кг | 13     |
| Чемпіонат світу з боротьби 2019         | Греція | жіноча боротьба, до 53 кг | 5      |
| Чемпіонат світу з боротьби 2022         | Греція | жіноча боротьба, до 53 кг | Бронза |
| Чемпіонат світу з боротьби 2023         | Греція | жіноча боротьба, до 53 кг | 5      |

### Виступи на Чемпіонатах Європи
| Змагання                         | Збірна | Вагова категорія          | Місце  |
| -------------------------------- | ------ | ------------------------- | ------ |
| Чемпіонат Європи з боротьби 2011 | Греція | жіноча боротьба, до 55 кг | 7      |
| Чемпіонат Європи з боротьби 2012 | Греція | жіноча боротьба, до 55 кг | 5      |
| Чемпіонат Європи з боротьби 2013 | Греція | жіноча боротьба, до 55 кг | Срібло |
| Чемпіонат Європи з боротьби 2014 | Греція | жіноча боротьба, до 53 кг | Срібло |
| Чемпіонат Європи з боротьби 2016 | Греція | жіноча боротьба, до 55 кг | 8      |
| Чемпіонат Європи з боротьби 2017 | Греція | жіноча боротьба, до 53 кг | Бронза |
| Чемпіонат Європи з боротьби 2018 | Греція | жіноча боротьба, до 53 кг | Бронза |
| Чемпіонат Європи з боротьби 2019 | Греція | жіноча боротьба, до 53 кг | 15     |
| Чемпіонат Європи з боротьби 2020 | Греція | жіноча боротьба, до 53 кг | 7      |
| Чемпіонат Європи з боротьби 2021 | Греція | жіноча боротьба, до 53 кг | Срібло |
| Чемпіонат Європи з боротьби 2022 | Греція | жіноча боротьба, до 53 кг | Срібло |
| Чемпіонат Європи з боротьби 2023 | Греція | жіноча боротьба, до 53 кг | Бронза |
| Чемпіонат Європи з боротьби 2024 | Греція | жіноча боротьба, до 53 кг | Бронза |

### Виступи на Європейських іграх
| Змагання              | Збірна | Вагова категорія          | Місце |
| --------------------- | ------ | ------------------------- | ----- |
| Європейські ігри 2019 | Греція | жіноча боротьба, до 53 кг | 7     |

### Виступи на Кубках світу
| Змагання                    | Збірна | Вагова категорія          | Місце  |
| --------------------------- | ------ | ------------------------- | ------ |
| Кубок світу з боротьби 2020 | Греція | жіноча боротьба, до 53 кг | Золото |
| Кубок світу з боротьби 2022 | Греція | команда                   | 5      |

### Виступи на Середземноморських іграх
| Змагання                    | Збірна | Вагова категорія          | Місце  |
| --------------------------- | ------ | ------------------------- | ------ |
| Середземноморські ігри 2013 | Греція | жіноча боротьба, до 55 кг | Золото |
| Середземноморські ігри 2018 | Греція | жіноча боротьба, до 53 кг | Золото |
| Середземноморські ігри 2022 | Греція | жіноча боротьба, до 53 кг | Золото |

### Виступи на Середземноморських чемпіонатах
| Змагання                                     | Збірна | Вагова категорія          | Місце  |
| -------------------------------------------- | ------ | ------------------------- | ------ |
| Середземноморський чемпіонат з боротьби 2012 | Греція | жіноча боротьба, до 55 кг | Золото |

### Виступи на Універсіадах
| Змагання               | Збірна | Вагова категорія          | Місце |
| ---------------------- | ------ | ------------------------- | ----- |
| Літня Універсіада 2013 | Греція | жіноча боротьба, до 55 кг | 11    |

### Виступи на інших змаганнях
| Змагання                                                         | Збірна | Вагова категорія          | Місце  |
| ---------------------------------------------------------------- | ------ | ------------------------- | ------ |
| Klippan Lady Open 2009                                           | Греція | жіноча боротьба, до 55 кг | 11     |
| Турнір Дана Колова — Николи Петрова 2011                         | Греція | жіноча боротьба, до 59 кг | Бронза |
| Тестовий турнір FILA 2011                                        | Греція | жіноча боротьба, до 55 кг | 5      |
| Олімпійський кваліфікаційний турнір з боротьби 2012 (Софія)      | Греція | жіноча боротьба, до 55 кг | Срібло |
| Гран-прі «Іван Яригін» 2014                                      | Греція | жіноча боротьба, до 53 кг | Срібло |
| Турнір Дана Колова — Николи Петрова 2014                         | Греція | жіноча боротьба, до 53 кг | Срібло |
| Золотий Гран-прі з боротьби 2014 (Баку)                          | Греція | жіноча боротьба, до 53 кг | Золото |
| Henri Deglane Challenge 2015                                     | Греція | жіноча боротьба, до 53 кг | Золото |
| Турнір Дана Колова — Николи Петрова 2016                         | Греція | жіноча боротьба, до 53 кг | Золото |
| Олімпійський кваліфікаційний турнір з боротьби 2016 (Зренянин)   | Греція | жіноча боротьба, до 53 кг | 7      |
| Олімпійський кваліфікаційний турнір з боротьби 2016 (Улан-Батор) | Греція | жіноча боротьба, до 53 кг | Срібло |
| Турнір Яшара Догу 2017                                           | Греція | жіноча боротьба, до 53 кг | Золото |
| Відкритий чемпіонат Польщі з боротьби 2018                       | Греція | жіноча боротьба, до 53 кг | Бронза |
| Турнір Дана Колова — Николи Петрова 2019                         | Греція | жіноча боротьба, до 55 кг | Золото |
| Київський Міжнародний турнір з боротьби 2019                     | Греція | жіноча боротьба, до 53 кг | Бронза |
| Відкритий чемпіонат Польщі з боротьби 2019                       | Греція | жіноча боротьба, до 53 кг | Бронза |
| Турнір Яшара Догу 2020                                           | Греція | жіноча боротьба, до 53 кг | Золото |
| Відкритий чемпіонат Польщі з боротьби 2020                       | Греція | жіноча боротьба, до 53 кг | Бронза |
| Турнір Дана Колова — Николи Петрова 2022                         | Греція | жіноча боротьба, до 53 кг | Золото |
| Гран-прі Іспанії з боротьби 2023                                 | Греція | жіноча боротьба, до 53 кг | Срібло |
| Олімпійський кваліфікаційний турнір з боротьби 2024 (Баку)       | Греція | жіноча боротьба, до 53 кг | 7      |
| Олімпійський кваліфікаційний турнір з боротьби 2024 (Стамбул)    | Греція | жіноча боротьба, до 53 кг | 5      |

### Виступи на змаганнях молодших вікових груп
| Змагання                                       | Збірна | Вагова категорія          | Місце  |
| ---------------------------------------------- | ------ | ------------------------- | ------ |
| Чемпіонат Європи з боротьби серед кадетів 2006 | Греція | жіноча боротьба, до 49 кг | 8      |
| Чемпіонат Європи з боротьби серед кадетів 2007 | Греція | жіноча боротьба, до 49 кг | Золото |
| Чемпіонат Європи з боротьби серед кадетів 2008 | Греція | жіноча боротьба, до 52 кг | 5      |
| Чемпіонат Європи з боротьби серед юніорів 2008 | Греція | жіноча боротьба, до 51 кг | 5      |
| Чемпіонат світу з боротьби серед юніорів 2008  | Греція | жіноча боротьба, до 51 кг | 5      |
| Чемпіонат Європи з боротьби серед юніорів 2009 | Греція | жіноча боротьба, до 55 кг | 5      |
| Чемпіонат світу з боротьби серед юніорів 2009  | Греція | жіноча боротьба, до 55 кг | 12     |
| Чемпіонат Європи з боротьби серед юніорів 2011 | Греція | жіноча боротьба, до 55 кг | Золото |
| Чемпіонат світу з боротьби серед юніорів 2011  | Греція | жіноча боротьба, до 55 кг | Бронза |